# TuxGuitar
 TuxGuitar  — свободная программа для записи партитур и редактирования табулатур. Также она позволяет работать с MIDI. Программа разработана на языке программирования Java и опубликована под лицензией LGPL.

## Возможности
- Редактор табулатур
- Просмотр партитур
- Многоканальное отображение
- Автоматическая прокрутка композиции по мере воспроизведения
- Управление продолжительностью нот
- Различные эффекты, например бэнд, глиссандо, вибрато, восходящее и нисходящее легато
- Поддержка триолей (5,6,7,9,10,11,12)
- Управление подписями на шкале времени
- Управление темпом
- Импорт и экспорт форматов Guitar Pro — .gp3, .gp4, .gp5 — и Power Tab — .ptb[2]. TuxGuitar также имеет собственный формат .tg, хотя по умолчанию предлагается сохранение файлов в формате .gp4
- Импорт и экспорт MIDI-файлов
- Встроенный метроном (подстраивающийся под темп и размер), режим тренировки
- Настраиваемые горячие клавиши
- Микшер дорожек
- Отображение текущей дорожки на грифе, пианинной клавиатуре, а также в виде матрицы

## Поддерживаемые форматы
| Формат файла        | Импорт | Экспорт |
| ------------------- | ------ | ------- |
| TuxGuitar (.tg)     | Да     | Да      |
| Guitar Pro (.gtp)   | Да     | Нет     |
| Guitar Pro 3 (.gp3) | Да     | Да      |
| Guitar Pro 4 (.gp4) | Да     | Да      |
| Guitar Pro 5 (.gp5) | Да     | Да      |
| Guitar Pro 6 (.gpx) | Да     | Нет     |
| Power Tab (.ptb)    | Да     | Нет     |
| TablEdit (.tef)     | Да     | Нет     |
| GNU LilyPond (.ly)  | Нет    | Да      |
| MIDI (.mid)         | Да     | Да      |
| ASCII tab (.txt)    | Нет    | Да      |